# اچ‌ام‌اس کالگاریان (۱۹۱۳)
اچ‌ام‌اس کالگاریان (۱۹۱۳) (به انگلیسی: HMS Calgarian (1913)) یک زیردریایی بود که طول آن ۵۶۸٫۸ فوت (۱۷۳٫۴ متر) بود. این زیردریایی در سال ۱۹۱۳ ساخته شد.